# Trung tâm Tài chính Thế giới Thượng Hải
Trung tâm Tài chính Thượng Hải (tiếng Trung: 上海环球金融中心, Hán-Việt: Thượng Hải Hoàn Cầu Kim Dung Trung tâm, tiếng Anh: Shanghai World Financial Center) là một tòa nhà chọc trời cao nhất ở Thượng Hải, Trung Quốc. Công việc xây dựng bắt đầu năm 1997 nhưng sau đó do khủng hoảng tài chính châu Á cuối thập niên 1990 đã làm thay đổi thiết kế của tòa nhà. Tòa nhà cao 101 tầng này được công ty Kohn Pedersen Fox thiết kế, cao 492,3 m, 101 tầng, hoàn thành năm 2008. Đây là tòa tháp cao thứ 6 Trung Quốc và cao thứ 13 thế giới. Chi phí xây dựng là 850 triệu USD. Toà nhà có khẩu độ hình thang trên cao, trước kia là hình tròn khoảng 50 m, nhưng đã nhận biểu tình từ người dân và Thị trưởng Thượng Hải vì hình tròn giống cờ Nhật Bản.

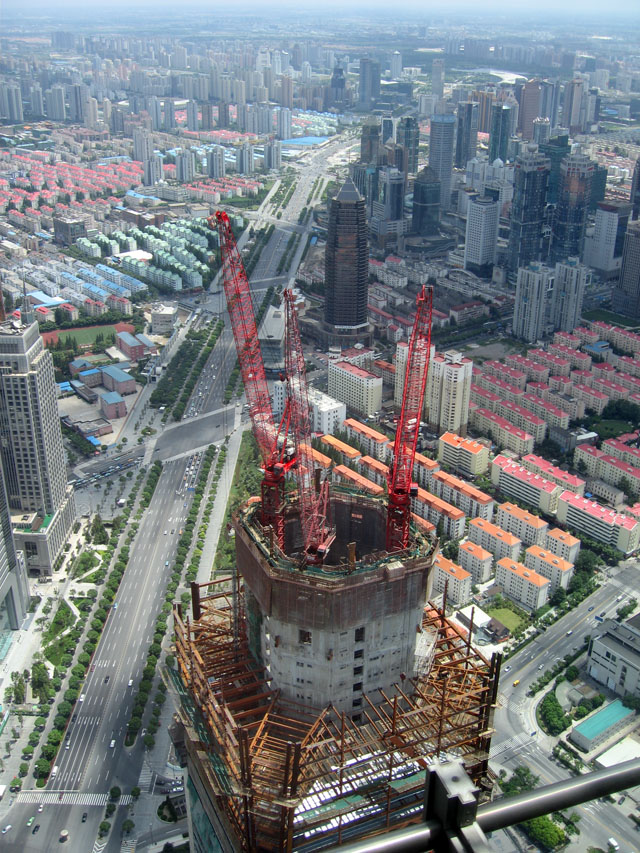
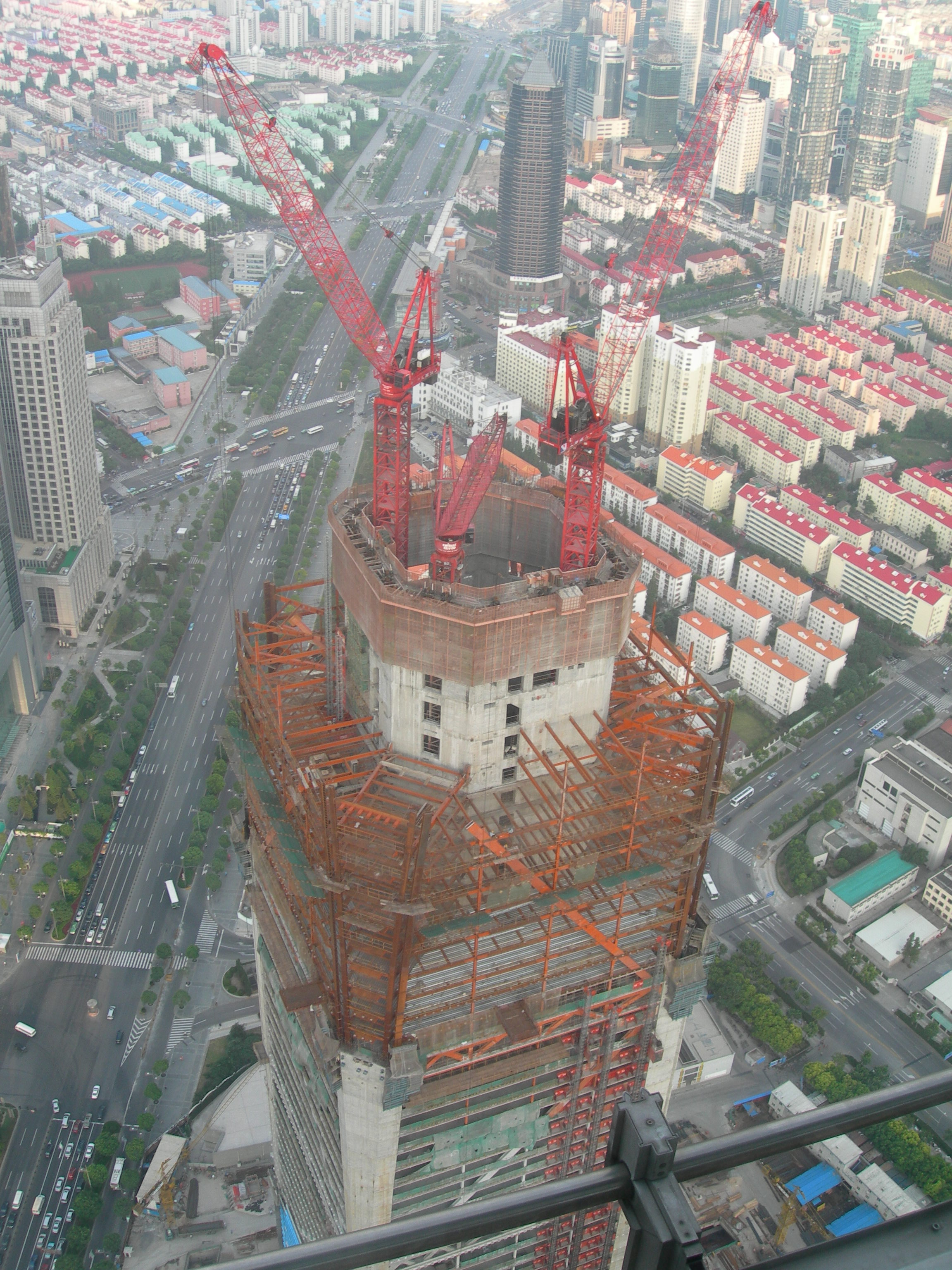
Tháng 8 năm 2006
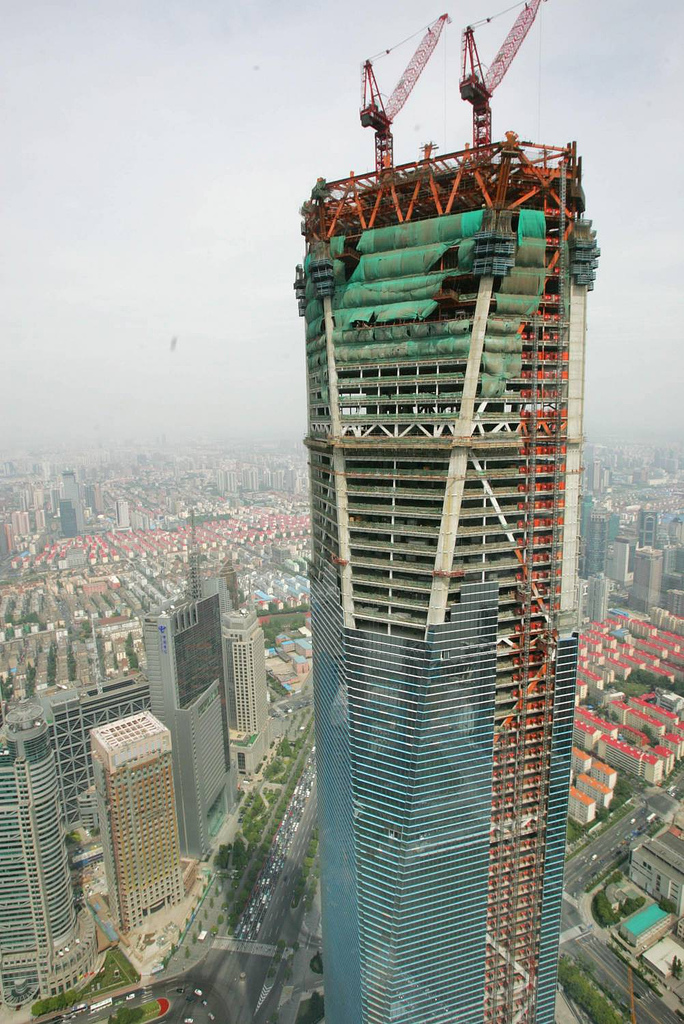
Tháng 5 năm 2007
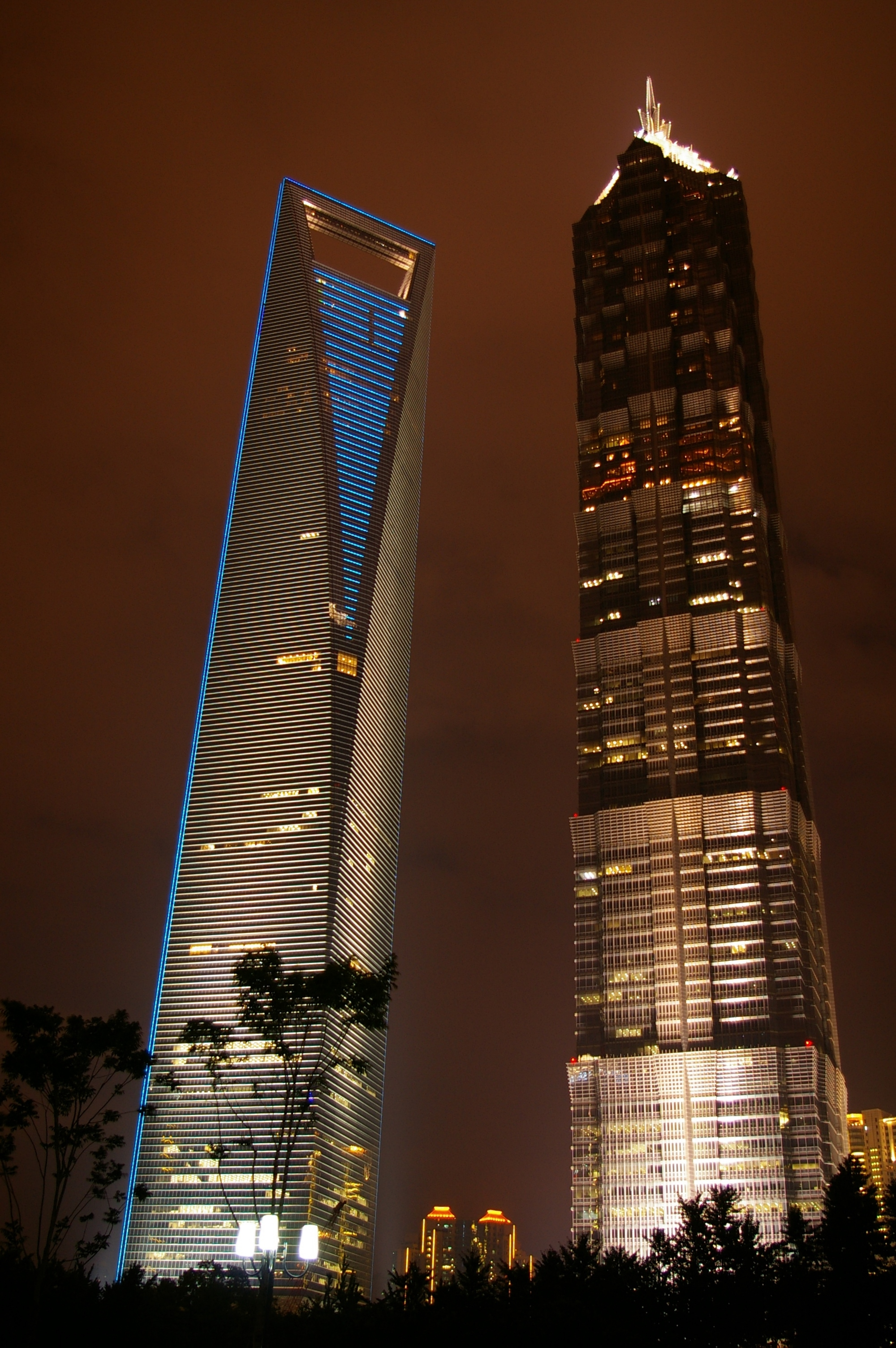
Tháp Trung tâm Tài chính Thương Hải (trái) và tháp Kim Mậu hiện tại